# 2,6-dimetilheptano
El 2,6-dimetilheptano es un alcano de cadena ramificada con fórmula molecular C9H20.